# Décret d'abolition de l'esclavage du 4 février 1794
Décret du 29 août 1793
Abolition locale de l'esclavage à Saint-Domingue à l'initiative de Léger-Félicité Sonthonax Loi du 20 mai 1802
Rétablissement de l'esclavage à l'initiative du consul Napoléon Bonaparte
Le décret d'abolition de l'esclavage dans les colonies françaises du 4 février 1794 (16 pluviôse an II) est une décision émise par la Convention nationale (Première République) et votée à Paris le 16 pluviôse an II (4 février 1794), durant la Révolution française. Le décret décide l'abolition de l'esclavage des « Nègres » (mais pas explicitement la traite) dans toutes les Colonies. Auparavant l'Assemblée nationale législative, sous la pression de son groupe brissotin, avait fait voter le 24 mars 1792 et sanctionner par le roi Louis XVI le 4 avril l'égalité totale des Blancs et des hommes de couleur libres. Égalité refusée précédemment par l'Assemblée constituante, malgré l'opposition vigoureuse de Robespierre, qui approuva à ce titre la loi d'avril 1792. Le 11 août la même assemblée législative abolit les primes accordées aux négriers depuis 1784 ; abrogation que la Convention nationale renouvelle sur demande de l'abbé Grégoire le 27 juillet 1793.
Ici le décret du 16 pluviôse an II suit et confirme l'initiative des commissaires civils de Saint Domingue, Sonthonax et Polverel, et prend valeur de loi générale. Le texte ne prévoit d'indemnisation pour aucune des catégories sociales. Inégalement appliqué, il a été abrogé par Napoléon Bonaparte avec la loi du 20 mai 1802.

## Proclamation du décret

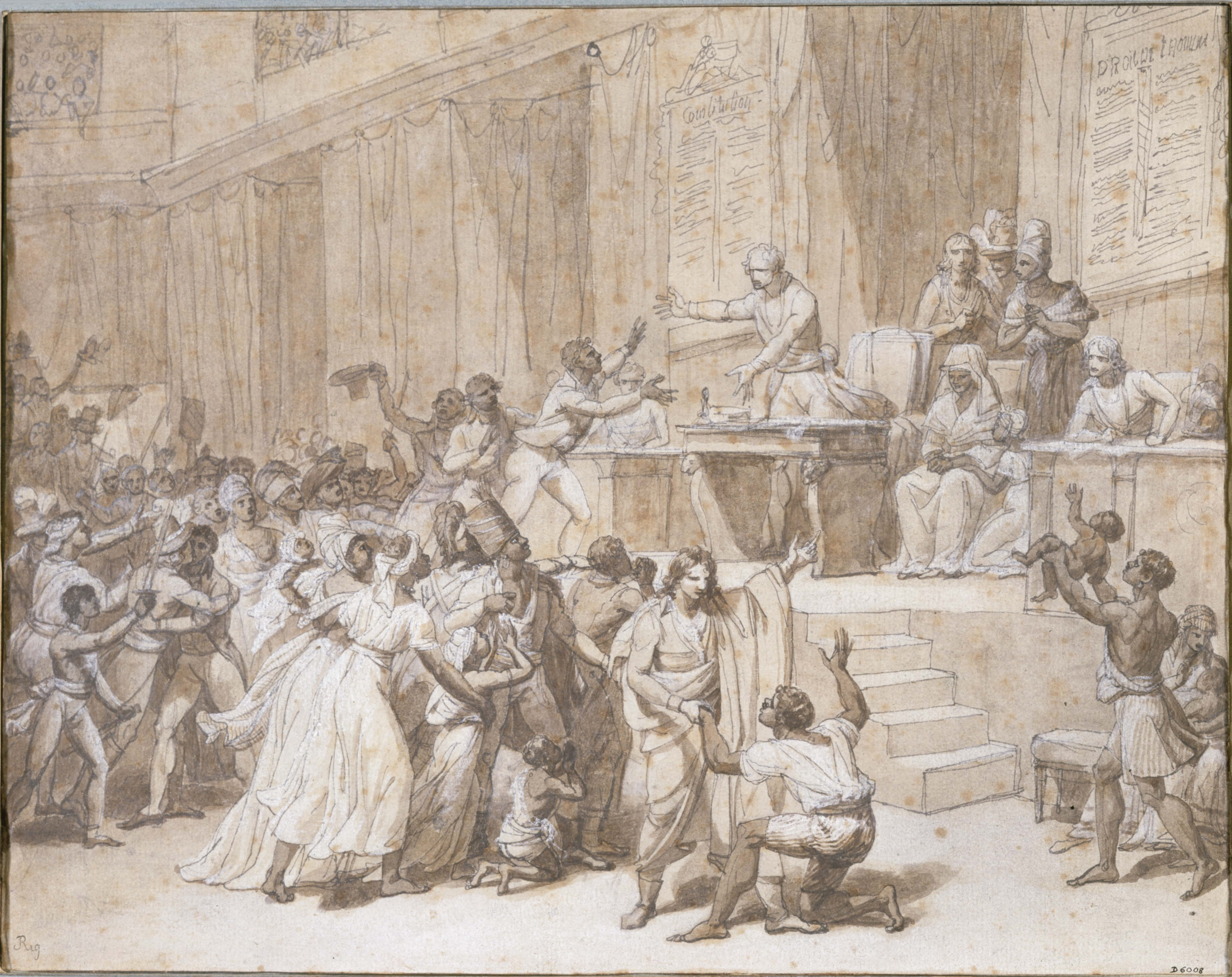
Délégation des Hommes de couleur qui demandent l'abolition de l'esclavage.

L'article Abolition de l'esclavage traite des processus d'abolition de l'esclavage dans l'histoire de l'humanité. Une très large section aborde le contexte de l'abolition du 4 février 1794 (16 pluviôse an II) dans les colonies du royaume de France et de la Première République.

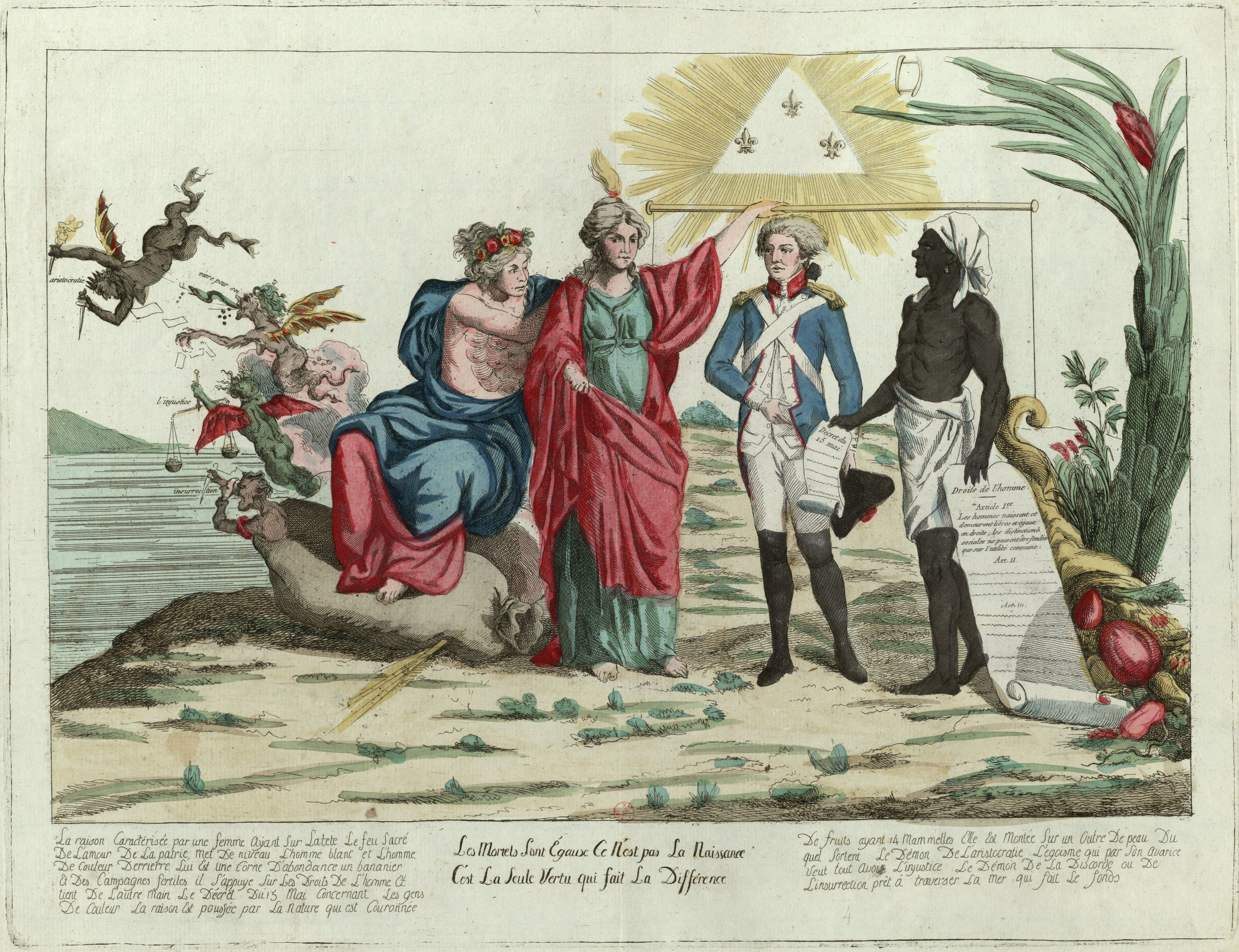
Scène allégorique réalisée après le décret de suppression de l'esclavage aux colonies le 4 février 1794.

L'abolition du 4 février 1794 (16 pluviôse an II) dans les colonies de la République française est précédée par le décret du 16 octobre 1791 promulgué par l'Assemblée constituante de 1789-1791, portant que tout homme est libre en France, et que, quelle que soit sa couleur, il y jouit de tous les droits de citoyen, s'il a les qualités prescrites par la constitution. L'article premier « Tout individu est libre aussitôt qu'il est entré en France » confirme le texte des Institutes coutumieres de Loysel, Livre premier, Titre I, Article VI, des personnes : « Toutes Perſonnes ſont franches en ce Roiaume : & ſitoſt qu’un eſclave a atteint les Marches d’icelui, ſe faiſant baptizer, eſt affranchi » — sans la clause du baptême. L'article deuxième met hors la loi, dans la métropole, la hiérarchie anthropologique du préjugé de couleur et l'inégalité politique en vigueur dans les colonies en précisant : « Tout homme de quelque couleur qu'il soit jouit en France de tous les droits de citoyen s'il a les qualités prescrites par la constitution pour les exercer ». Ce décret du 16 octobre 1791 annule de facto les dispositions de Déclaration pour la police des noirs, Versailles, 9 août 1777 sans abolir l'esclavage, les inégalités politiques et sociales dans les colonies.

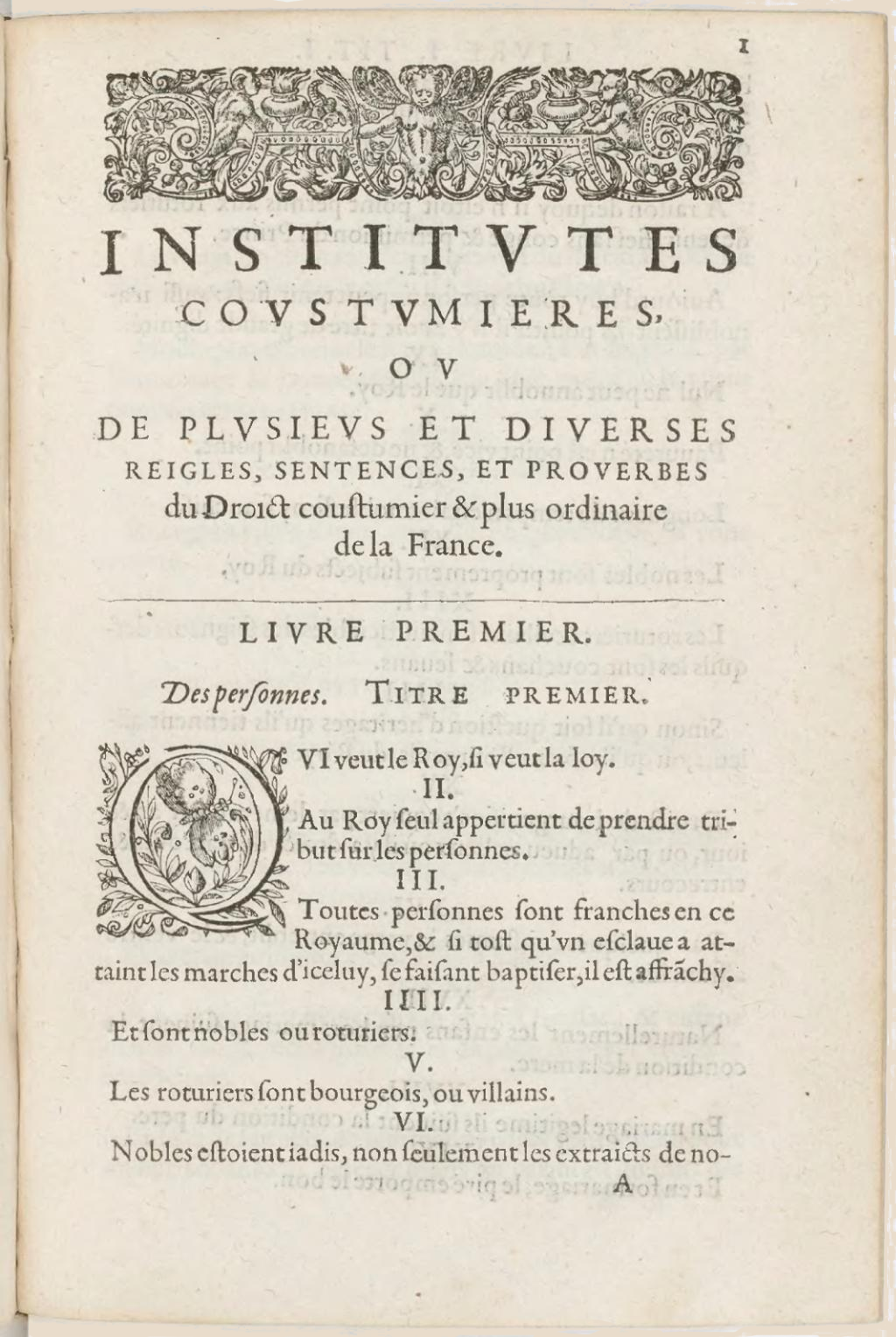
Loysel.- Institutes coutumières, 1607.
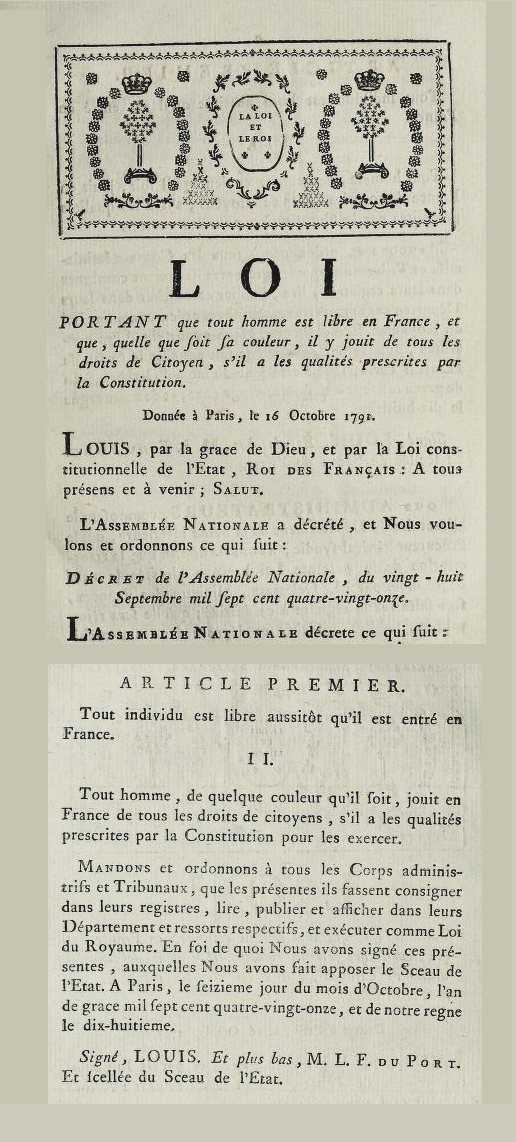
Paris, 16 octobre 1791 : Loi portant que tout homme est libre en France selon l'article III des Institutes coutumières d'Antoine Loysel, 1679.

### Texte du décret à la convention

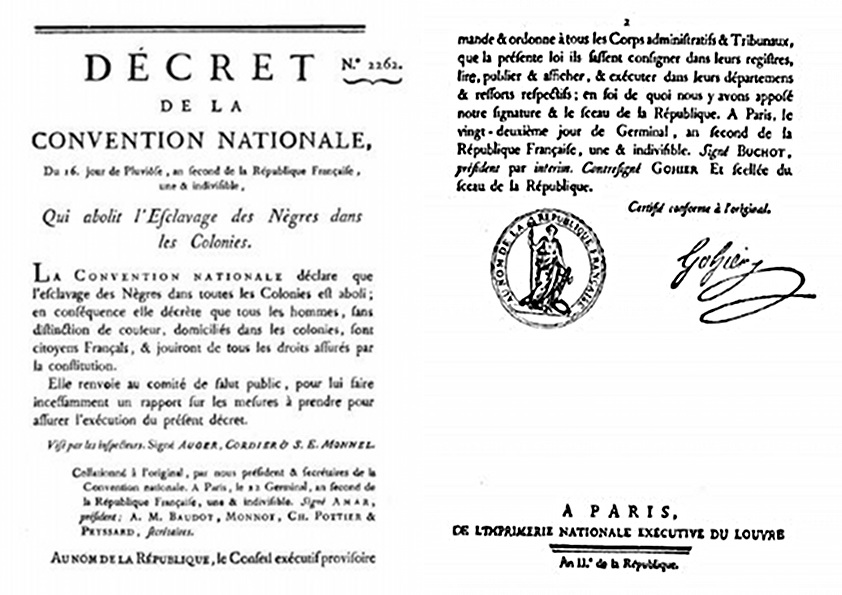
Version imprimée du décret et transcription du manuscrit.

#### Décret du4 février 1794(16 pluviôse anII)
Décret n° 2262 de la Convention nationale, du 16 pluviôse an II de la République française, une et indivisible qui abolit l'esclavage des Nègres dans les colonies

La Convention nationale déclare que l’esclavage des Nègres, dans toutes les Colonies, est aboli ; en conséquence elle décrète que tous les hommes, sans distinction de couleur, domiciliés dans les colonies, sont citoyens Français, et jouiront de tous les droits assurés par la constitution. – Elle renvoie au comité de salut public, pour lui faire incessamment un rapport sur les mesures à prendre pour assurer l’exécution du présent décret.

#### Décret du5 février 1794(17 pluviôse anII)

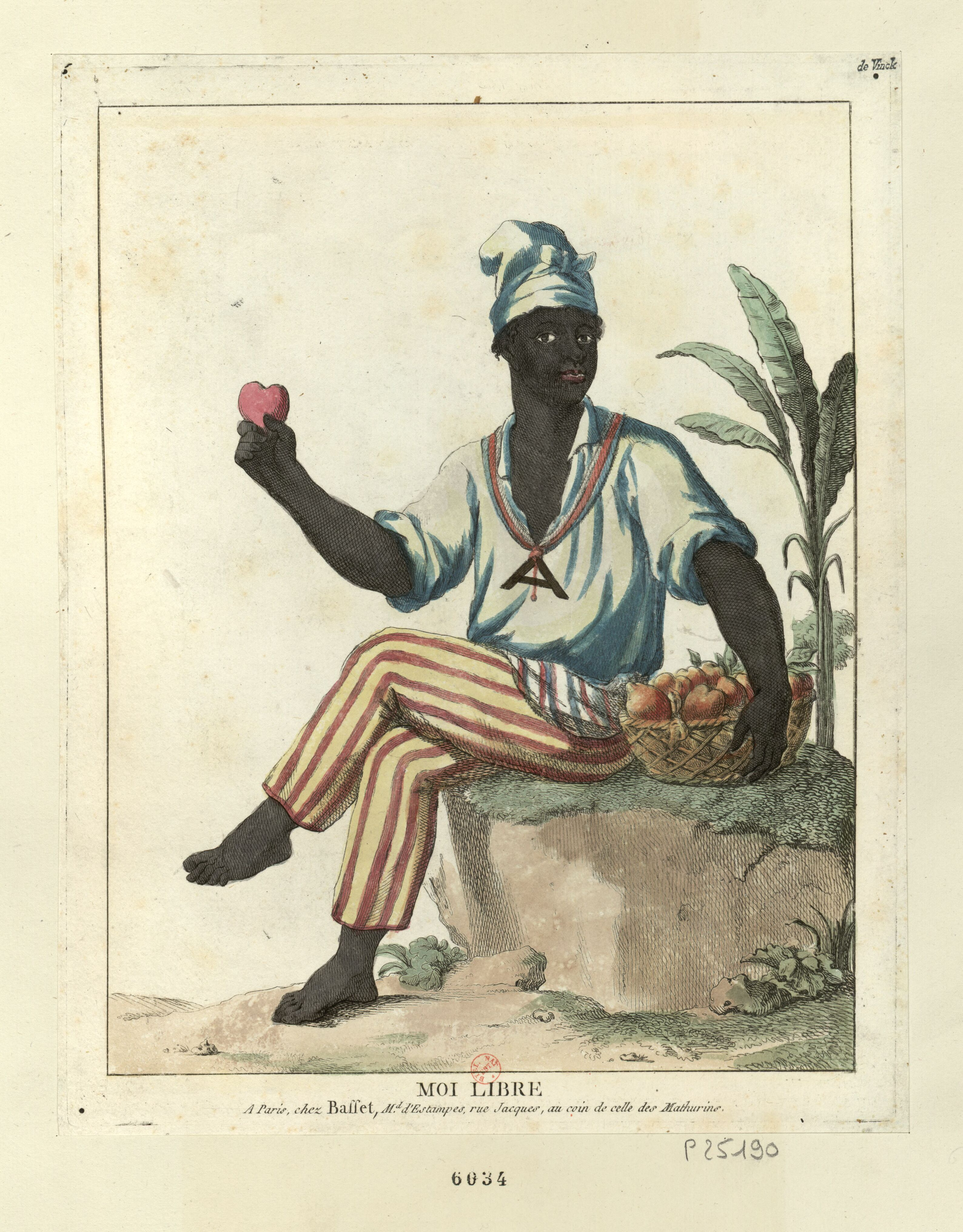
Moi libre, Figures allégoriques, Abolition de l'esclavage aux colonies, chez Basset (A Paris), 1794.

Le lendemain 17 pluviôse an II, soit le 5 février 1794, la Convention nationale prend un deuxième décret qui charge le comité de salut public de préparer la rédaction de celui qui supprime l'esclavage des nègres :
Décret qui charge le comité de salut public, pour faire incessamment un rapport sur les mesures à prendre pour assurer l'exécution du présent décret.

La Convention nationale décrète que le comité de salut public présentera une rédaction définitive, en même temps que le mode d’exécution du principe décrété concernant les citoyens de couleur habitant les Colonies françaises.
Au texte de la Convention nationale, pour donner les manuscrits et imprimés que nous connaissons, sont ajoutés les mentions légales :
« Visé par les inspecteurs. Signé Auger, Cordier et S. E. Monnel. – Collationné à l’original, par nous président et secrétaires de la Convention nationale. À Paris, le 22 Germinal, an second de la République Française, une et indivisible. Signé Amar, président ; A. M. Baudot, Monnot, Ch. Pottier et Peyssard, secrétaires.
Au nom de la République, le Conseil exécutif provisoire mande et ordonne à tous les Corps administratifs et Tribunaux, que la présente loi ils fassent consigner dans leurs registres, lire, publier et afficher, et exécuter dans leurs départemen[t]s et ressorts respectifs ; en foi de quoi nous y avons apposé notre signature et le sceau de la République. À Paris, le vingt-deuxième jour de Germinal, an second de la République Française, une & indivisible. Signé Buchot, président par intérim. Contresigné Gohier. Et scellée du sceau de la République. »
Le 12 germinal an II, un nouveau décret, identique dans sa forme à celui du 16 pluviôse, est rendu :

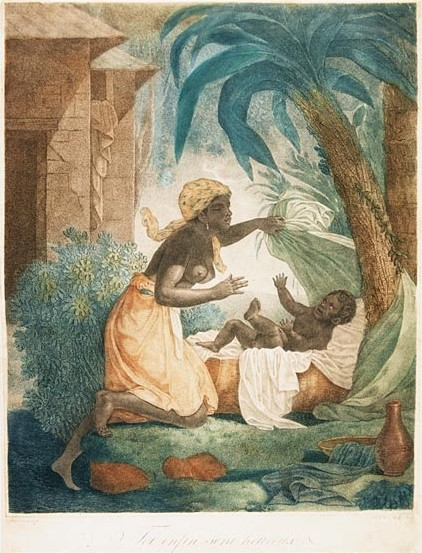
Toi enfin sera heureux, gravure de la Citoyenne Rollet, d'après Fougea, vers 1794.

« La Convention nationale déclare que l’esclavage des nègres, dans toutes les colonies, est aboli. En conséquence, elle décrète que tous les hommes, sans distinction de couleur, domiciliés dans les colonies, sont citoyens français, et jouiront de tous les droits assurés par la constitution. »
(Collection générale des décrets rendus par l’Assemblée nationale, t. 48, Paris, Baudouin, 1794, p. 101).
Dix jours plus tard, un membre de la Convention demande la révision du procès-verbal du décret du 16 pluviôse, sans penser à faire changer le décret du dix-sept qui restera tel quel :
« Un membre, au nom des comités des décrets et de salut public, observe que la minute du décret du 16 pluviôse sur les colonies, diffère du procès-verbal de la séance du même jour, en ce que celui-ci renvoie au comité de salut public la rédaction du décret, et que l’intention de la Convention n’a été de renvoyer au comité que la rédaction de l’instruction à joindre au décret : en conséquence, sur sa demande, la Convention décrète que ces mots, renvoie la rédaction du présent décret et ainsi que, seront effacés du procès-verbal ».
(Collection générale des décrets rendus par l’Assemblée nationale, t. 48, Paris, Baudouin, 1794, p. 157).
Le 22 germinal an II, le texte du décret devient donc définitif. Il aura fallu plus de deux mois pour que l'abolition de l'esclavage devienne une réalité juridique. Ce délai sera sensiblement identique (un peu moins de deux mois) pour le décret d'abolition de l'esclavage du 27 avril 1848 sous la IIe République.

### Territoires d'application

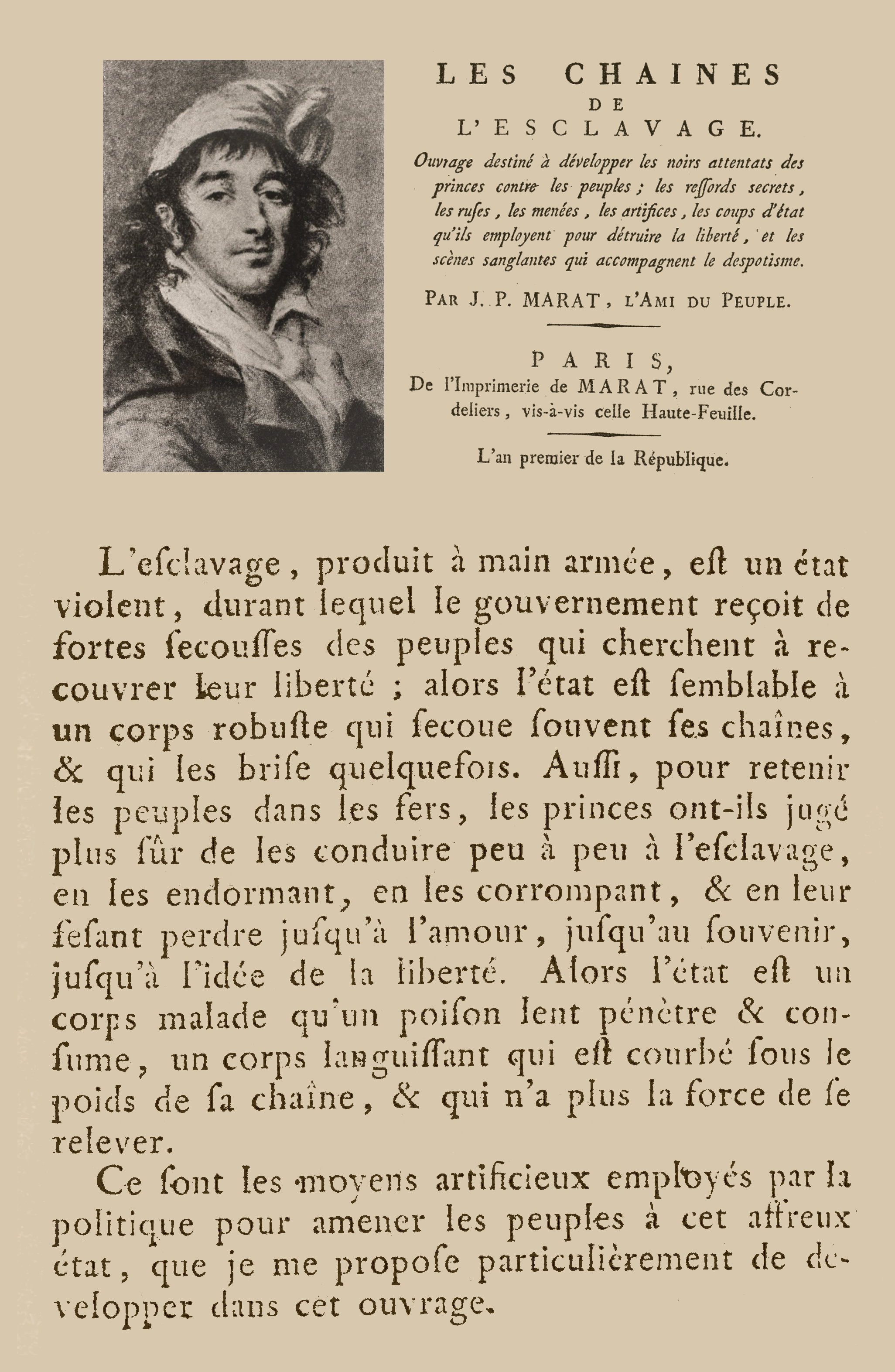
Jean-Paul Marat, Les chaînes de l'esclavage.

Le décret d'abolition de l'esclavage de 1794 s'applique exclusivement aux nègres et aux colonies comme précisé dans son titre. La métropole est de fait exclue du territoire d'application du décret. Or, avant 1789, des lois ont tenté de rendre l'esclavage légal en France même. Le décret abolit-il ces lois, abolit-il l'ordonnance de mars 1685 sur les esclaves des îles de l'Amérique ? Plusieurs conceptions de l'esclavage et de l'esclave coexistent dans le débat révolutionnaire : comment le domaine européen de la République est-il dès lors affecté par le décret ? Marie Gouze, dite Olympe de Gouges compare le statut des esclaves et la condition des femmes pour lesquelles elle rédige Déclaration des droits de la femme et de la citoyenne. Son engagement et ses écrits pour les deux causes en fera une victime de l'échafaud le 3 novembre 1793, trois mois avant la proclamation du 16 pluviôse an II.

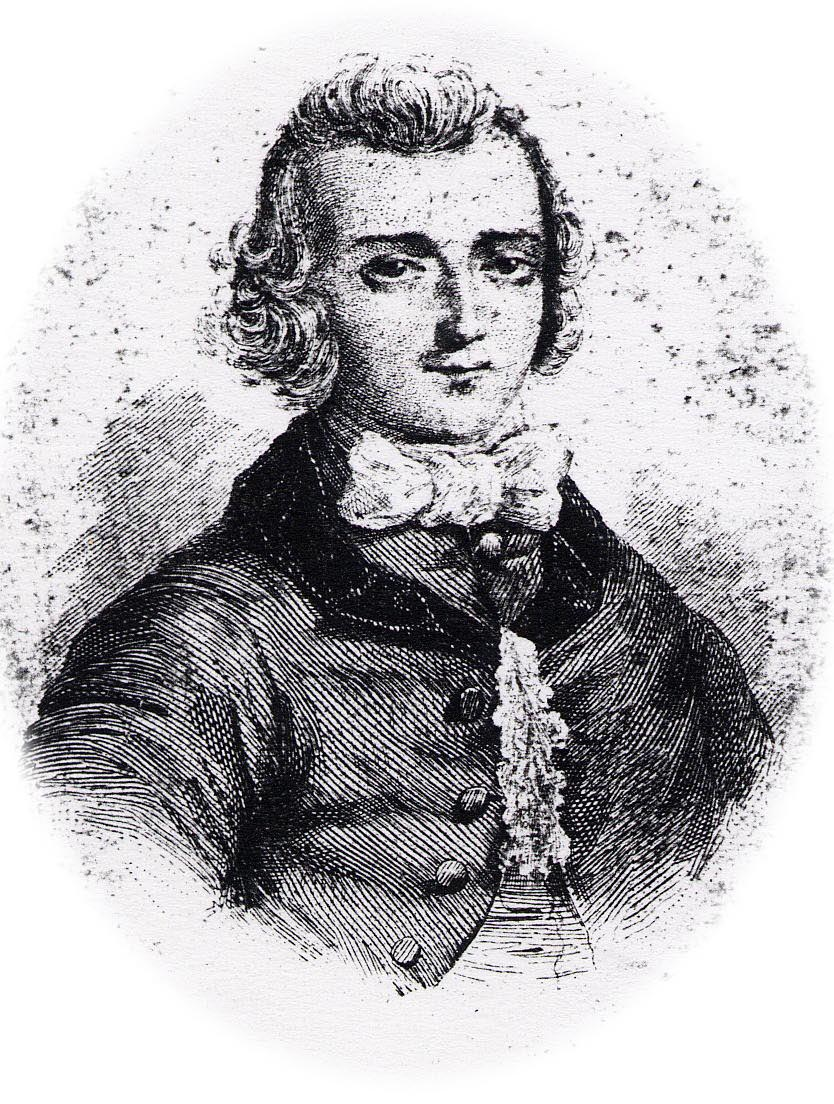
Louis de Jaucourt, (1704-1779). Abolitionniste auteur des articles "Esclavage", "Esclave", "Traite, Traite des nègres" de l'Encyclopédie Diderot & d'Alembert.

Jean-Paul Marat dans Les Chaînes de l'esclavage nous fait un récit de l'esclavage comme une forme de subjugation sur un groupe de personnes, un peuple, une nation. Cette force s'exerce en dehors de la propriété de la personne par le souverain, le tyran. Avec cette théorie, les nouveaux citoyens ne tombent-ils pas dans l'esclavage commun à la métropole et aux colonies ?
Louis de Jaucourt, auteur des articles "esclave" et "Esclavage de l'Encyclopédie Diderot & d'Alembert définit celle-ci comme une institution légalement mise en place par le souverain, qui fait d'un humain la propriété d'un autre comme bien personnel dont il est loisible d'user et d'abuser. Cette institution trouve son plein épanouissement dans les colonies européennes.

« 1º) "Esclave" est celui qui est privé de la liberté, & qui est sous la puissance d’un maître.
2º) Esclavage est l’établissement d’un droit fondé sur la force, lequel droit rend un homme tellement propre à un autre homme, qu’il est le maître absolu de sa vie, de ses biens, & de sa liberté. »

— Louis de Jaucourt
Dans les colonies de l'Amérique, le décret d'abolition de l'esclavage de 1794 est appliqué à la Guadeloupe à la Guyane mais pas à la Martinique ni à Tobago alors occupées par les Britanniques. Il rencontre une vive opposition aux Mascareignes, à La Réunion et l'Île-de-France de la part des tenants de l'esclavage et/ou de l'administration locale.

### Portée juridique

#### En 1794, un décret est un texte émanant du Corps législatif
Après l'Assemblée constituante, (1789-1791) et à partir de la naissance de l'Assemblée nationale législative le 3 septembre 1791, le terme juridique décret prend le sens nouveau de texte émanant du Corps législatif. Selon le cas, les décrets peuvent avoir force de loi ou avoir besoin d'une « sanction royale ».

### Guadeloupe

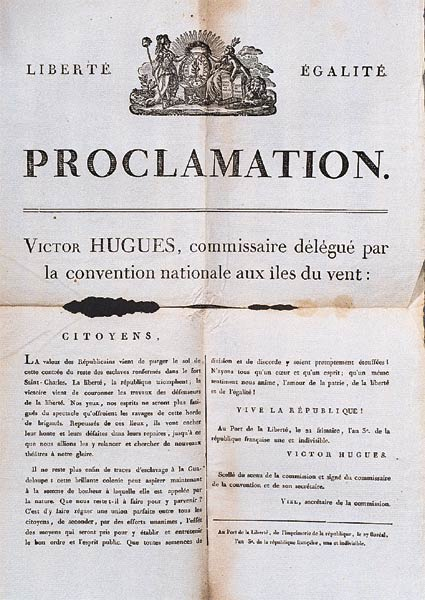
Victor Hugues.- Proclamation à la Guadeloupe, 1794.

## Proclamation dans les colonies

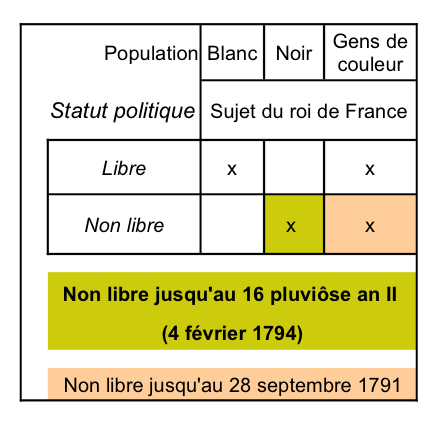
Statut politique dans les colonies au.

### Saint-Domingue, colonie de la France
À Saint-Domingue, l'abolition rendue effective le 29 août 1793 par la proclamation de Léger-Félicité Sonthonax, commissaire civil de la République, délégué aux Îles Françaises de l'Amérique sous le vent, pour y rétablir l'ordre & la tranquillité publique, avait précédé l'abolition générale de l'esclavage du 4 février 1794, décidée à Paris. On peut y lire :

« Les hommes naissent et demeurent libres et égaux en droit : Voilà, citoyens, l'évangile de la France ; il est plus que temps qu'il soit proclamé dans tous les départemens de la République. Envoyés par la Nation, en qualité de Commissaires civils à Saint-Domingue, notre mission était d'y faire exécuter la loi du 4 avril, de la faire régner dans toute sa force, & d'y préparer graduellement, sans déchirement et sans secousse, l'affranchissement général des esclaves. (…). Dans ces circonstances, le commissaire civil délibérant sur la pétition individuelle, signée en assemblée de commune. Exerçant les pouvoirs qui lui ont été délégués par l'art. III du décret rendu par la convention nationale le 5 mars dernier ; A ordonné & ordonne ce qui suit pour être exécuté dans la province du Nord.

Article premier.

La déclaration des droits de l'homme & du citoyen sera imprimée, publiée & affichée partout où besoin sera, à la diligence des municipalités, dans les villes & bourgs, & des commandants militaires dans les camps et postes.

Article II.

Tous les nègres & sang-mêlés, actuellement dans l'esclavage, sont déclarés libres pour jouir de tous les droits attachés à la qualité de citoyens français ; ils seront cependant assujettis à un régime dont les dispositions sont contenues dans les articles suivants. »

— Digithèque Jean-Pierre Maury.

## Première République: un contexte politique international nouveau

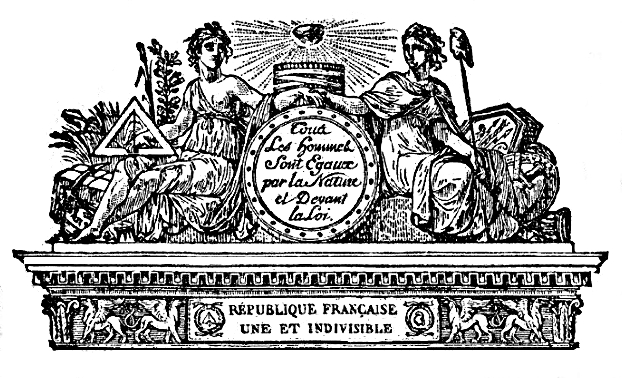
Allégorie de la Première République, Tous les hommes sont Égaux par la nature et devant la loi, Illustration de couverture, La Révolution française et l'abolition de l'esclavage, 1968.

La Révolution française menace de toutes parts l'équilibre des pouvoirs dans le monde. La France de Louis XVI se dote d'une constitution qui ébranle la puissance politique monarchique qui s'exerce, à tous les niveaux de la société, sur des sujets soumis.
La Déclaration des droits de l'homme et du citoyen, adoptée le 26 août 1789, instaure l'égalité entre les hommes et définit la loi comme « l'expression de la volonté générale ». Le pouvoir législatif est donc retiré au monarque au profit de l'Assemblée constituante.
Dans la Nuit du 4 août 1789, l'Assemblée constituante met fin au système féodal. Les rapports personnels d'obligations et de services, ciment de l'organisation de la société en trois ordres, sont dissous dans la citoyenneté définie par la Déclaration des droits de l'homme et du citoyen de 1789 qui dispose dans son article premier, contre les distinctions sociales fondées sur la naissance :

« Art. 1er. Les hommes naissent et demeurent libres et égaux en droits. Les distinctions sociales ne peuvent être fondées que sur l'utilité commune. »

— Déclaration des droits de l'homme et du citoyen de 1789
L'ordre du clergé a disparu comme les deux autres dans la nuit du 4 août, en tant que corps politique instrument du pouvoir royal et du pouvoir religieux chrétien. Les domaines et possessions de l’Église sont confisqués en vertu du décret du 2 novembre 1789. La Constitution civile du clergé, prononcée dans l'Assemblée nationale, le samedi 27 novembre 1790 a pour ambition d'instituer une nouvelle Église. Le Comité ecclésiastique de l'Assemblée constituante chargé de rédiger le rapport, s'inspire du richérisme, doctrine très implantée dans le bas-clergé, partagée par le gallican Henri Grégoire, qui prône le gouvernement démocratique des communautés paroissiales et diocésaines. Soumis au roi, le décret est promulgué par Louis XVI le 24 août 1790 suivant sa volonté datant de 1774. Pie VI condamnera l'Église constitutionnelle gallicane en mars et avril 1791. Cette décision est, de fait, une révocation du concordat de Bologne, signé à Rome le 18 août 1516 et qui régit les relations entre l'Église catholique romaine et le roi de France jusqu'au décret du 24 août 1790. Il donne au roi de France un pouvoir sur l’Église dans son royaume dont ne disposait aucun autre souverain catholique. La Révolution française et le pouvoir religieux chrétien entrent en conflit : le pape Pie VI écrit le 9 juillet 1790 à Louis XVI :

« Nous devons vous dire avec fermeté et amour paternel que, si vous approuvez les décrets concernant le Clergé, vous induirez en erreur votre Nation entière, vous précipiterez votre Royaume dans le schisme et peut-être dans une guerre civile de religion »

— Pie VI.- Carissime in christo fili noster, salutem, et apostolicam benedictionem, 9 juillet 1790.

« La Convention nationale, ſur le rapport de ſon comité de défenſe générale, décrète :
Article premier. Toutes les colonies Françoiſes ſont déclarées, juſqu’à ce qu’il en ait été autrement ſtatué, comme étant en état de guerre. »

— Décret no 515 de la Convention nationale du 5 mars 1793, l’an ſecond de la république Françoiſe, qui déclare que toutes les Colonies Françoiſes ſont en état de guerre.

### En Europe
Déclaration de Pillnitz
Première Coalition

## Les acteurs de l'abolition de 1794

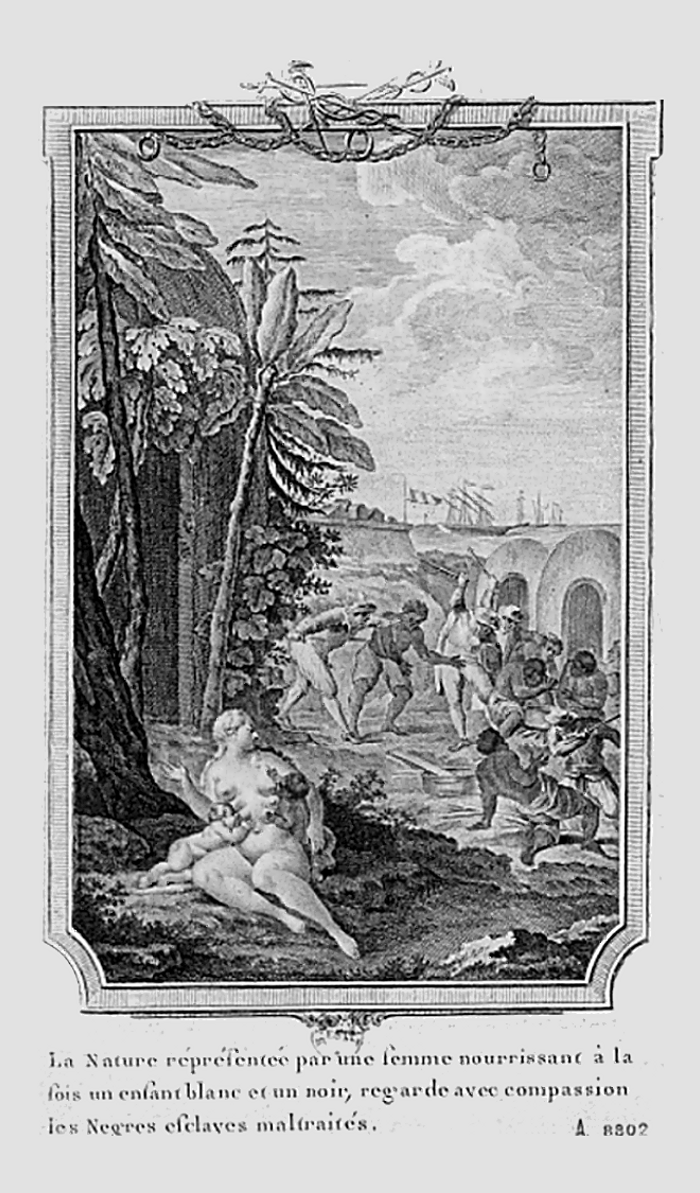
Illustration de l’Histoire des deux Indes de l’abbé Raynal.

On est bien surpris de trouver des acteurs de l'abolition dans la haute administration coloniale voire dans le gouvernement royal ou en la personne du Roi lui-même : « Un jour qu'un homme, ayant des intérêts chez les planteurs, se plaignait d'elle[réf. nécessaire] au Roi, Louis XVI eut un bon sourire : « Ces pauvres nègres — dit-il — ils ont donc des amis en France ? J'en suis bien content pour eux ».

### Gabriel de Bory: réformes de l’administration coloniale et du droit des personnes
Gabriel de Bory, né en 1720, décédé en 1801, est nommé gouverneur général de Saint-Domingue en 1761. Il quitta le service actif en 1766 mais reprend du service en 1789 pour publier un mémoire dans lequel il transmet son savoir d'administrateur des colonies et propose une politique de réformes de l’administration coloniale et de… l'Ordonnance de mars 1685 sur les esclaves des îles de l'Amérique qui semble bien avoir inspiré la Révolution entre 1789 et 1794. « Les Mulâtres ainſi que les Nègres appartiennent à leurs Maîtres qu'on n'en peut dépouiller légitimement ; mais il faut acheter les Mulâtres aux frais de la Colonie », nous dit-il. À ceci près que l'état des finances est tel que les Hommes libres de couleur proposent leur don patriotique pour renflouer les caisses. Mais la seconde abolition de 1848 se souviendra du conseil. Pour l'heure, et selon le gouverneur Bory, les rachats d'esclaves ne concernent pas les Nègres des champs :

« … quelque dur qu'il ſoit de condamner une portion de l'humanité à l'eſclavage, il eſt indiſpenſable cependant de réſerver les ſeuls Nègres à la culture de la terre, & de ne leur donner la liberté que pour des cas très-rares, comme d'avoir ſauvé la vie à leurs maîtres, d'avoir révélé un complot contre l'Etat ou quelque autre événement pareil. »

— Gabriel de Bory.

### Joseph Ignace Guillotin et l'égalité des peines
Joseph Ignace Guillotin

### Jean-François Delacroix et Danton obtiennent le vote du décret

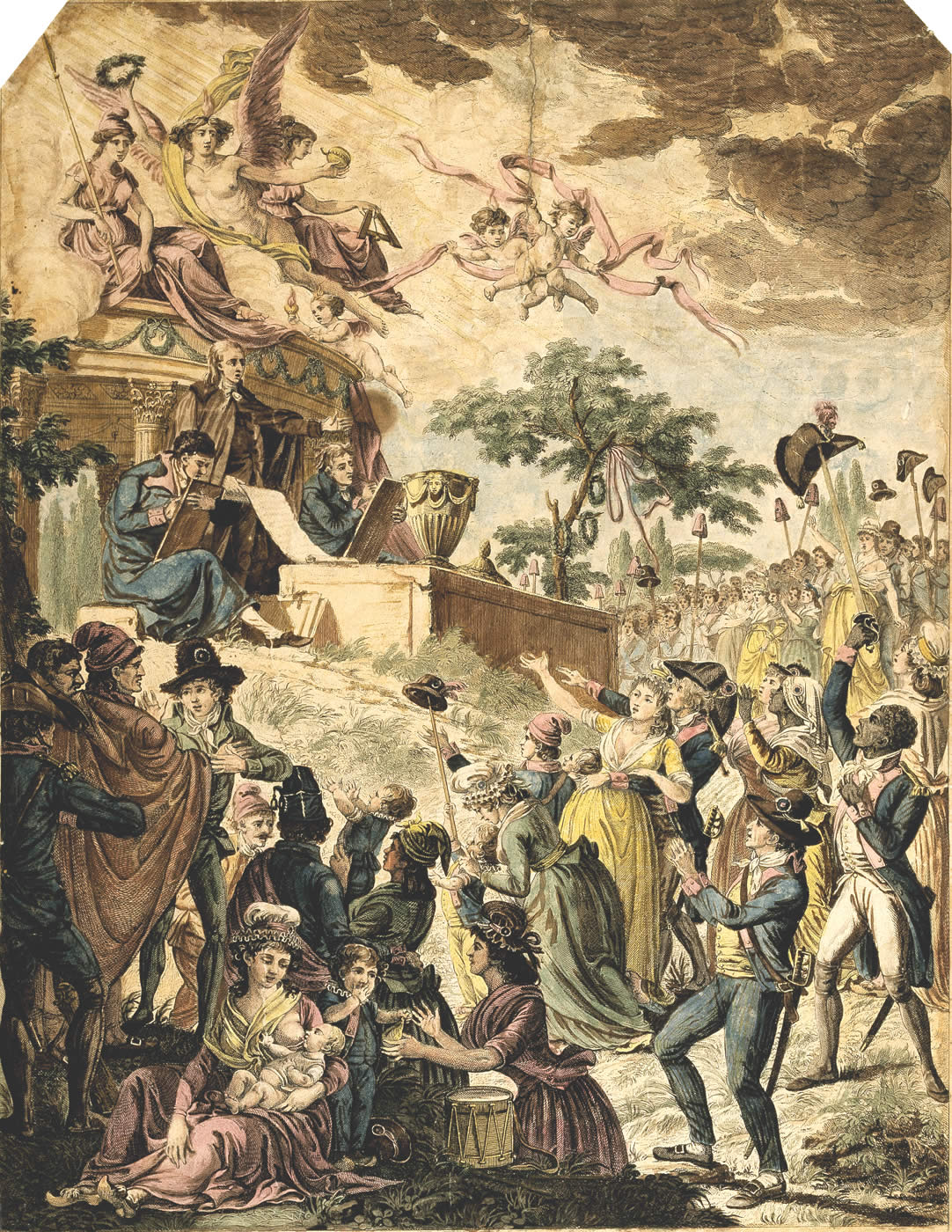
Discours de Chaumette lors de la fête de l'abolition le 18 février 1794 dans Notre-Dame, devenue Temple de la Raison.

Président de l'Assemblée législative en 1792, Jean-François Delacroix propose, avec Danton, le débat sur l’abolition de l'esclavage dans les colonies du domaine français. Le 16 pluviôse, face aux quelques défenseurs des colons qui cherchaient à retarder ou édulcorer l’abolition, Delacroix oriente la décision et précipite le vote par son intervention énergique, retenue dans le procès-verbal du jour et inscrite dans les Archives parlementaires[réf. nécessaire] : « Une plus longue discussion déshonorerait la Convention. Je demande qu'à l'instant même le décret soit rendu ». « C’est alors que la Convention se lève tout entière – et aussi, ainsi que le soulignent plusieurs journaux, les spectateurs des tribunes – entraînant avec elle les hésitants et les opposants camouflés, y compris les colons présents dans les tribunes ». La séance du 16 pluviôse an II (1794) aboutit alors au vote et les citoyens manifestèrent joie et allégresse comme on peut le voir sur le tableau de Charles Thévenin (1764–1838) intitulé L'insurrection des esclaves entre dans la Convention. C'est l'ami de Delacroix Danton qui emporte finalement la décision d'abolition par un discours rapporté différemment par les journaux de l'époque, comme par la mémoire historiographique. D'aucuns sur la seule base d'un extrait du Journal des débats et des décrets, y ont perçu une arrière-pensée vénale qui voulait faire chuter "le commerce de l'Angleterre". D'autres comme Augustin Cochin se sont plaints d'un rationalisme qui excluait toute référence religieuse. Delacroix est aussi à l'origine du décret du 19 ventôse an II (9 mars 1794) concernant les colons résidant en métropole. L'arrestation des colons blancs esclavagistes, membres du club Massiac, qui intriguaient contre l'exécution du décret d'abolition, survint sur un ordre du Comité de salut public.

« Page et Bruley répandirent sur Danton, Camille Desmoulins et leurs partisans, tout le venin mortel qu'ils avaient lancé sur les Girondins.[…] Mais la Convention instruite de la véritable situation de St-Domingue, décréta le 19 Ventôse an 2 [9 mai 1794] sur la motion de Thuriot que :
Art. I. Tous les colons qui ont été membres de l'assemblée de Saint-Marc, et de celle connue depuis sous le nom d'assemblée coloniale , et les agents de ces assemblées actuellement en France, et les membres des clubs de Massiac et des colonies, seront mis en état d'arrestation.
II. Les scellés seront apposés sur les papiers de tous les colons résidents à Paris. »

— Thomas Madiou.- Histoire d'Haïti, Éditions Henri Deschamps, 1981.

### Les acteurs dans le domaine colonial de la France

#### Le don patriotique des Colons Américain
Dans le royaume de France, la question de la dette publique est du ressort des États généraux.

#### Représentation des colonies
« N. B. Le 15 Pluviôse, trois députés de Saint-Domingue, l'un blanc, l'autre jaune, & le dernier noir, furent admis à la convention national comme representans, &. le lendemain, 16, la convention a réparé le crime des législatures précédentes, en décrétant l'abolition de l'esclavage. & la liberté de tous les hommes de couleur des Colonies. Ce 6 Nivos, l'an II de la république française une & indivisible, L. Prvdhomme. »

— Révolutions de Paris, dédiées à la Nation, Louis-Marie Prudhomme, Paris, 6 nivôse an II- 26 décembre 1793, page 496.
  Erratum : Article Les Révolutions de Paris, 18 pluviôse an II-6 février 1794 p. 496 ; numéro suivi de "Les Nègres enfin libres", 25 pluviôse an II-13 février 1794 p. 497.

### Colons français
À Paris, ils se constituent en un Comité colonial et fréquentent le Club Massiac.

#### Victor Hugues
« Précisément, le même jour, les représentants des colons, Page et Brulley, ont été informés de l'arrivée en France des trois députés de la partie nord de Saint-Domingue par une lettre de leur fidèle ami Victor Hugues, accusateur public à Brest. »

— Yves Benot, « Comment la Convention a-t-elle voté l'abolition de l'esclavage en l'an II ?, 1993

### Gens et citoyens de couleur

#### Société des Colons Américains
Le 14 mai 1791, Julien Raimond, membre de la Société des Colons Américains, admis à la barre, à la tête d'une députation de trois citoyens de couleur, réclame les droits de cette classe d'hommes. Girardin, 1801.

#### Les hommes de couleur à Paris
Parmi les hommes de couleur certains sont venus des Colonies afin de défendre les intérêts de leur groupe social. Julien Raimond mène des négociations avec le maréchal de Castries, secrétaire d'État à la Marine et aux Colonies de 1780 à 1787.
Réponse des hommes de couleur à Paris, à la pétition nantaise lue à l'assemblée nationale le 25 de ce mois,.

#### Société des Amis des Noirs (France)
L'objectif de la Société des amis des Noirs créée le 19 février 1788 n'est pas l'abolition de l'esclavage mais celle de la traite qui alimente l'esclavage dans les colonies et aux États-Unis de l'Amérique ainsi que le précise Mirabeau, un de ses fondateurs :

« Peut-on ignorer que cette société respectable ne s'occupe que des moyens d’abolir la traite; & que son humanité même lui interdit de songer à l'affranchissement subit ou forcé des noirs esclaves ? »

— Honoré-Gabriel Riqueti de Mirabeau.- Courrier de Provence. Lettres du comte de Mirabeau a ses commettans, 1789.
Plus loin, dans le même ouvrage précité, Mirabeau distingue l'objet de ladite Société de ses idéaux propres : il critique vivement les colons esclavagistes et affirment que la Déclaration des droits de l'homme et du citoyen de 1789 est opposée à la propriété de l'homme par l'homme :

« Ainsi, tandis qu’ils enchaînent les malheureux nègres à un joug de fer, les Colons réclament tous les avantages de la liberté politique pour eux, mêmes, Ils exposent leurs demandes avec la Déclaration des droits de l'homme dans une main, & leurs titres de propriété sur une Nation d'esclaves, dans l'autre. »

— Honoré-Gabriel Riqueti de Mirabeau.- Courrier de Provence. Lettres du comte de Mirabeau a ses commettans, 1789.
Henri Grégoire et Mirabeau témoignent dans le même sens quand il s'agit de défendre la Société des Amis des Noirs contre ses opposants[réf. nécessaire] :

« L'un d'eux n'a pas craint de jetter des soupçons… sur la société des Amis des Noirs, il a fait entendre qu'elle avait participé à leur soulevement dans la Martinique. »

— Honoré-Gabriel Riqueti de Mirabeau.- Courrier de Provence. Lettres du comte de Mirabeau a ses commettans, 1789.

« Parle-t-on des nègres, nous crierons que la société des Amis des Noirs, et lui surtout, ont voulu brusquer l'affranchissement général, quoique ses écrits déposent du contraire. »

— Henri Grégoire.- De la constitution française de l'an 1814.

#### Rôle du clergé
Aux côtés de Sonthonax, Polverel, Chaumette, Milscent et Garran-Coulon, Henri Grégoire est dès le début de la Révolution un acteur déterminant dans le processus d'adoption du décret d'abolition de 1794. Il reçoit une formation pratique dans le mouvement richériste lorrain et devient prêtre citoyen et richériste" auprès de l'abbé Guilbert.

« D'ailleurs, vous ne pouvez pactiser irrévocablement pour la postérité, ni lier ceux qui vous succéderont, Se vous n'avez guères plus de droit fur la liberté des générations futures que de pouvoir fur la liberté des générations éteinte ». Vainement essayeriez-vous donc de plier fous le joug de l'esclavage les hommes de l'avenir, le peuple seroit toujours en droit de rompre les chaînes que vous auriez tenté vexatoirement de lui imposer. »

— Henri Grégoire.- Opinion De M. Grégoire, Curé D'Embermenil, Député De Nanci, Sur La Sanction Royale, A la Séance du 4 septembre

## Portrait de Jean-Baptiste Belley, premier représentant noir à la Convention

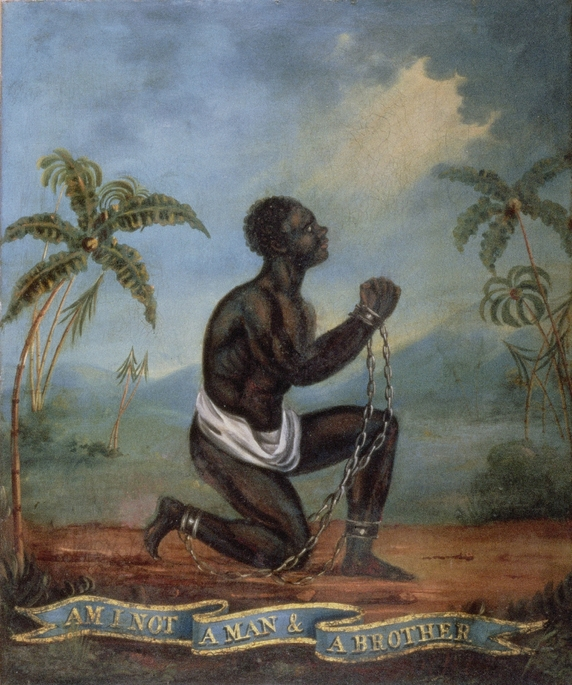
Mise en scène du Médaillon créé pour la campagne contre l'esclavage en Angleterre par Josiah Wedgwood (1795), adoptée par la Société des Amis des Noirs et des colonies (France).

En 1797, Anne-Louis Girodet réalise un portrait de Jean-Baptiste Belley (1747-1805), membre de la Convention nationale puis député aux Conseil des Cinq-Cents, représentant de Saint-Domingue colonie française en 1797. Sous un ciel tropical très nuageux, Jean-Baptiste Belley s'appuie sur le piédestal du buste en marbre de l'abbé Guillaume Thomas François Raynal sculpté par Jean-Joseph Espercieux en 1790. On voit, à droite, derrière Belley, un paysage de montagnes du nord de Saint-Domingue près du Cap-Français. La fumée blanchâtre d'une raffinerie sucrière nous rappelle l'origine de la splendeur de la partie française de Saint-Domingue source des revenus que la colonie assurait à la France d'avant 1789. Au loin, la mer ferme l'horizon.

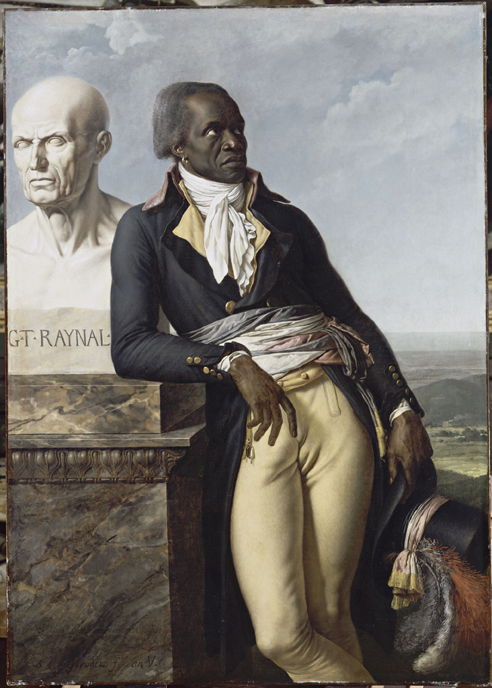
Peinture d'Anne-Louis Girodet : Belley (1747-1805), membre de la Convention puis député aux Cinq-Cents, représentant de Saint-Domingue colonie française, pose devant le buste de l'abbé Raynal (1797).

Ce portrait est la première représentation d'un homme noir dans la position d'un législateur occidental. Il marque aussi le chemin parcouru entre 1789 et 1797 pour l'abolition de l'esclavage, la conquête des droits civiques et politique, l'universalité du genre humain. Le regard de Jean-Baptiste Belley fixe le lointain. Quel avenir voit-il ? Sous quelles auspices ? On ne peut s'empêcher de comparer ce regard avec ceux peints par Guillaume Guillon Lethière dans son tableau Le Serment des Ancêtres. Réalisé en 1822, le tableau est signé « Lethière, né à la Guadeloupe », et offert à la nouvelle république d’Haïti. Il représente Alexandre Pétion, à gauche, et Jean-Jacques Dessalines, à droite. Les deux hommes de couleur jurent sur les tables de la loi, c'est-à-dire, en termes républicains, la constitution de Haïti, laquelle symbolise les acquis de la Révolution haïtienne et la conquête des droits de l'Homme et du citoyen. Leur regard est tourné vers une représentation du dieu des Chrétiens : peut-être l'empreinte laissée par l'Ordonnance de mars 1685 sur les esclaves des îles de l'Amérique en matière religieuse. Reconnu comme ses deux collègues Dufay et Mills, député montagnard de Saint-Domingue, le 16 pluviôse an II, il se fait inscrire dans la soirée au club des jacobins. Sentant peut-être des réticences à faire appliquer intégralement le décret par la Convention et son Comité de Salut Public Belley, Mills et Dufay s'adressent par lettre à Robespierre en personne l'ami du peuple de Saint-Domingue en souvenir de son attitude intransigeante et courageuse lors des débats coloniaux de mai 1791. A la. différence de Dufay et de beaucoup d'autres lorsqu'il fit allusion au passé de Robespierre après le 9 Thermidor ce fut pour le présenter comme un ennemi des colons esclavagistes.
L'esclavage aboli dans les colonies de la France reste en vigueur sur le continent américain et dans les Isles des Amériques. Des colons de Saint-Domingue partent vers le continent et l'Archipel des Caraïbes, emportant leur modèle de développement économique basé sur l'esclavage des Africains. À la Nouvelle-Orléans, le beau coton de Saint-Domingue donnera naissance au second esclavage dans la Confédération. Les réfugiés développent l'agro-industrie du coton, faisant passer l'offre mondiale de coton du nouvel État de 9 % à 70 % entre 1791 et 1810. À Cuba, les réfugiés de Saint-Domingue sont leaders de la révolution du café qui avait commencé à Saint-Domingue même. Ainsi, l'esclavage aboli de si haute lutte dans la partie française de la colonie de Saint-Domingue s'exporte à plus grande échelle dans des territoires plus accueillants.

## Abolition du décret d'abolition de l'esclavage du 16 pluviôse an II

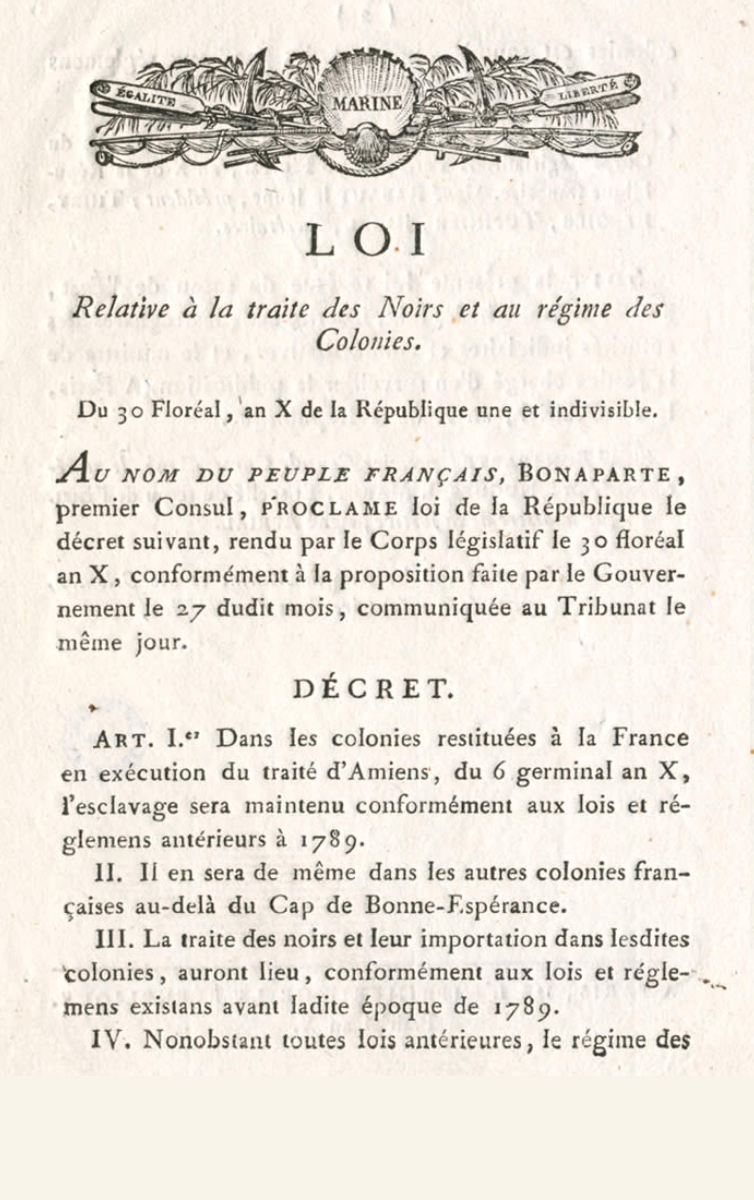
Loi relative à la traite des Noirs et au régime des Colonies du 20 mai 1802.

Si l'on peut dire avec Gabriel Debien « qu'en 1814 les anciens colons étaient plus esclavagistes qu'en 1789 », qu'en était-il en 1802, au sortir de la Révolution, alors que les souvenirs des insurrections des esclaves de 1791 étaient très vifs, la misère des colons revenus en France, abyssale ? Les violences de la révolution haïtienne « … avaient à leurs yeux démontré que la philanthropie n'était qu'une erreur, comme elles avaient démontré aux créoles espagnols de l'Amérique du Sud que l'émancipation était un danger social ». Si à l'époque de Maximilien de Robespierre il y avait « une extrême répugnance à consacrer formellement l'esclavage », ce temps était révolu. Napoléon Bonaparte était devenu « l'homme qui, avec quelque sentiment de justice, puisse se porter légèrement à dire à plusieurs milliers d'hommes : nous avions reconnu que vous aviez des droits, nous vous avons regardés comme citoyens actifs ; mais nous allons vous replonger dans la misère et dans l'avilissement ; nous allons vous remettre aux pieds de ces maîtres impérieux dont nous vous avions aider à secouer le joug » : le 30 floréal An X (20 mai 1802) le premier consul proclame la loi No 1609 relative la traite des Noirs et au régime des colonies. Cette loi maintient l'esclavage dans les colonies rendues à la France ainsi que dans les colonies au-delà du Cap de Bonne-Espérance, conformément aux lois et règlements antérieurs à 1789 et au traité de paix d'Amiens du 25 mars 1802.
La traite transatlantique des Africains reprend en principe conformément aux lois et règlements en vigueur avant 1789. En fait, il s'agit d'une abrogation du Décret d'abolition de l'esclavage du 4 février 1794 et l'esclavage est rétabli dans le domaine colonial français recouvré. Mais, la constitution de la France est en devenir républicain, les relations internationales s'établissent dans un monde où les idées de liberté et d'égalité, d'universalité du genre humain ont laissé une empreinte profonde[réf. nécessaire].
Société de Philadelphie « pour l'abolition de la traite et de l'esclavage ».

### Législation avant 1794
- 1779, servitude - Louis XVI, Édit du roi portant suppression du droit de main-morte et de servitude dans les domaines du Roi et dans tous ceux tenus par engagement, et abolition générale du droit de suite sur les serfs et main-mortables, Registré en Parlement le 10 août 1779., Paris, IN  Groupe, 10 août 1779 (BNF 33847160, lire en ligne).
- 1784, décret accordant annuellement des primes aux armateurs qui pratiquent la traite des Noirs
- 1791 - Loi no 1396, Donnée à Paris, le 16 octobre 1791, Décret de l’Assemblée Nationale du 28 septembre 1791, portant que "tout homme eſt libre en France, & que, quelleque ſoit ſa couleur, il y jouit de tous les droits de Citoyen, s’il a les qualités preſcrites par la Conſtitution". Article premier : "Tout individu eſt libre auſſitôt qu’il eſt entré en France".
- 1792, abolition, des primes annuelles censées financées la traite des Noirs, promulguée le 11 août 1792 par l'assemblée législative
- 1793, Affranchissement par le mariage, Saint-Domingue (colonie française) - Saint-Domingue, Étienne Polverel, Léger-Félicité Sonthonax, Au nom de la République française, Proclamation des commissaires civils de la République (proclamation), P. Roux et compagnie, Cap-Haïtien, 11 juillet 1793., Lire en ligne. Voir pour analyse l'article IX, code Noir, 1745 et Contenu juridique ; le maître peut épouser sa concubine et l'affranchir par ce moyen (art. 9).

« Article IX, Amérique française, 1685 - Les hommes[4] libres qui auront un, ou plusieurs enfans de leur concubinage avec des eſclaves, enſemble les Maîtres qui l’auront ſoufferts, ſeront chacun condamnés en une amende de deux mille livres de Sucre, & s’ils ſont les maîtres de l’Eſclave, de laquelle ils auront eu leſdits enfans, voulons qu’outre l’amende, ils ſeront privés de l’Eſclave & des Enfans, & qu’elle & eux ſoient confiſqués au profit de l’Hôpital, ſans jamais pouvoir être affranchis. N’entendons toutefois le préſent article avoir lieu lorſque l’homme, qui n’était point marié à une autre perſonne durant ſon concubinage avec ſon Eſclave, épouſera dans les formes obſervées par l’Égliſe ladite Eſclave, qui ſera affranchie par ce moyen, & les enfans rendus libres & légitimes. »

— Édit du Roi, touchant l’Etat & la Diſcipline des Eſclaves Négres de l’Amérique Françaiſe, donné à Verſailles, au mois de Mars 1685

« Article IX, Louisianne, 1724 - Les enfans qui naîtront des mariages entre les Eſclaves, ſeront Eſclaves, & appartiendront aux Maîtres des femmes Eſclaves, & non à ceux de leurs maris, ſi les maris & les femmes ont des Maîtres différents. »

— Louis XV, Code Noir,1724.

#### Le débat avant 1794
- 1774/1793 - Jean-Paul Marat, Les chaînes de l'esclavage, ouvrage destiné à développer les noirs attentats des princes contre les peuples ; les ressords secrets, les ruses, les menées, les artifices, les coups d'État qu'ils employent pour détruire la liberté, et les scènes sanglantes qui accompagnent le despotisme (œuvre littéraire), Imprimerie de Marat, Paris, 1793 et 1774, [lire en ligne].
- 1789 - Colons Américains, Extrait du procès-verbal de l’assemblée des citoyens libres et propriétaires de couleur des îles et colonies françaises, constituée sous le titre de colons américains. (12 septembre 1789.), 22 septembre 1789 (BNF 36400161, lire sur Wikisource, lire en ligne).
- 1930 - Jules François Saintoyant, La colonisation française pendant la Révolution : 1789-1799. Tome I, Les assemblées révolutionnaires et les colonies (partie d'une œuvre), La Renaissance du livre, Paris, 1930, [lire en ligne].
- 1989 - Jacques Thibau, Le temps de Saint-Domingue, l'esclavage et la révolution française, Paris, Jean-Claude Lattès, 1989
- 2016 - Jeffery L. Stanley, Jeremy Popkin, Scott Taylor, The Language of Race in Revolutionary France and Saint-Domingue, 1789-1792 (thèse de doctorat), Theses and Dissertations--History, 2016, [lire en ligne].[47]
- Loïc Thommeret.- Aza ou Le nègre[48]
- 2022 - Jean-Daniel PIquet,
  - « Colonies : Robespierre et la loi du 4 avril 1792 », Les Amis de Robespierre, 17 février 2022
  - « 11 août 1792 : l’abrogation des primes négrières », Les Amis de Robespierre, 30 mars 2022

#### Le débat à la Convention
- 1794 - Pierre-Gaspard Chaumette, Discours sur l'abolition de l'esclavage. Prononcé par Anaxagoras Chaumette, au nom de la Commune de Paris, 30 pluviôse an II (discours), C.-F. Patris, 1794, [lire en ligne].
- 1929 - Jules François Saintoyant et Société de l'histoire des colonies françaises, La Représentation coloniale pendant la Révolution, 1929 (BNF 43383581), chap. 70.1929, p. 335-380.

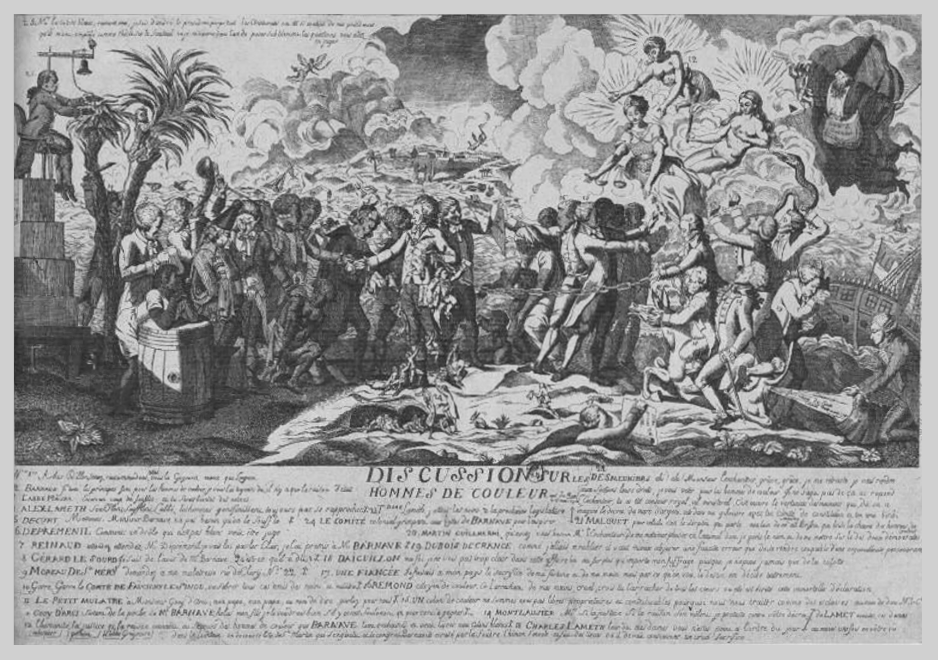
Discussion sur les hommes de couleur à la convention, en vue de l'abolition de l'esclavage de 1794.

- 1989 - Jean-Pierre Biondi, François Zucharelli, 16 Pluviôse an II ; les colonies de la Révolution, Paris, Denoël, 1989, 197 p.
- 1993 - Yves Benot, Comment la Convention a-t-elle voté l'abolition de l'esclavage en l'an II ?, Reims et Paris, Armand Colin, Société des études robespierristes et OpenEdition Journals, 1993 (ISSN 0003-4436 et 1952-403X, OCLC 185424580 et 777682345, BNF 32694556, DOI 10.3406/AHRF.1993.1579), chap. 293, p. 349-361.,
- Jean-Daniel Piquet,
  - 2001, « Robespierre et la liberté des Noirs en l'an II d'après les archives des comités et les papiers de la Commission Courtois », Annales Historiques de la Révolution française, no 323, janvier/mars 2001, p. 69-91.
  - 2010, « Le discours abolitionniste de Danton (16 Pluviôse an II) », Revue d'Histoire et de Philosophie Religieuses, tome 90, no 3, juillet - septembre 2010, p. 353-377.
- 2014 - Pierre Serna, « Que s’est-il dit à la Convention les 15, 16 et 17 pluviôse an II ? Ou lorsque la naissance de la citoyenneté universelle provoque l’invention du « crime de lèse-humanité », La Révolution française, 2014-no 7.

#### Société des Amis des Noirs
- Société des amis des Noirs, Cf. section "Bibliographie"
- S.d. - Société des Amis des Noirs et des colonies, Liste des ouvrages sur la traite et l'esclavage, Imprimerie du Patriote français, 4 p. (BNF 37233393, lire sur Wikisource, lire en ligne).
- 1790 - Jacques Pierre Brissot et Société des Amis des Noirs et des colonies, Adresse à l'Assemblée nationale, pour l'abolition de la traite des Noirs, Imprimerie de L. Potier de Lille, 1er février 1790 (BNF 37237548).
  - 1790 - Adresse à l'Assemblée nationale, pour l'abolition de la traite des Noirs (enregistrement audio), 29 mai 2008, [lire en ligne]., enregistrement sonore
- 1790 - Société des Amis des Noirs et des colonies, Jérôme Pétion de Villeneuve et Jacques Pierre Brissot, Adresse aux amis de l’humanité : par la Société des amis des Noirs, sur le plan de ses travaux, Imprimerie du Patriote français, 4 juin 1790, 4 p. (OCLC 763629752, BNF 36118990, lire sur Wikisource, lire en ligne).
- 1993 - Marcel Dorigny, La Société des Amis des Noirs et les projets de colonisation en Afrique, vol. 293-294, Reims et Paris, Armand Colin, Société des études robespierristes et OpenEdition Journals, 1993 (ISSN 0003-4436 et 1952-403X, OCLC 185424580 et 777682345, BNF 32694556), p. 421-429.
- 1998 - Marcel Dorigny et Bernard Gainot, La Société des amis des noirs, 1788-1799 : contribution à l'histoire de l'abolition de l'esclavage, Éditions Unesco et Edicef, 1998, 429 p. (ISBN 978-92-3-203306-2, OCLC 231854347, BNF 37074662).
- 1999 - Marcel Dorigny, Les Bières flottantes des négriers, un discours non prononcé par Mirabeau pour l'abolition de la traite des nègres novembre 1789-mars 1790, Saint-Étienne, Presses Universitaires de Saint-Étienne, 1999
- 2010 - Jean-Pierre Barlier, La Société des amis des Noirs, 1788-1791 : aux origines de la première abolition de l'esclavage, 4 février 1794 (œuvre littéraire), Éditions de l'Amandier, Paris, 2010.
- 2011 - Jean-Daniel Piquet, « Mise au point sur Robespierre et les bières flottantes », L’Incorruptible. Bulletin des Amis de Robespierre no 78-4e trimestre 2011, p. 5-6
- 2013 - Florence Gauthier, Quels furent les objectifs de la Société des Amis des Noirs ?, 10 juin 2013 (ISSN 2402-6956, BNF 47519514).

#### Sur l'abbé Henri Grégoire
- 1791 - Henri Grégoire, Lettre aux citoyens de couleur et nègres libres de Saint-Domingue et des autres isles françoises de l'Amérique, Paris, Imprimerie du Patriote français, 8 juin 1791, 15 p. (BNF 30538390, lire sur Wikisource, lire en ligne).
- 1808 - Henri Grégoire, De la littérature des Nègres, ou, recherches sur leurs facultés intellectueles, leurs qualités morales et leur littérature : suivies des notices sur la vie et les ouvrages des Nègres qui se sont distingués dans les sciences, les lettres et les arts, Paris, Claude François Maradan, 1808, 288 p. (BNF 30538410, lire sur Wikisource, lire en ligne).
- 1948 - Paul Grunebaum, Henri Grégoire, l'ami des hommes de toutes les couleurs : la lutte pour la suppression de la traite et l'abolition de l'esclavage, 1789-1831, Paris, Société d'éditions françaises et internationales, 1948, 278 p. (BNF 32200863).
- 1971 - Ruth Necheles, The Abbé Grégoire, 1787-1831, the Odyssey of an Egalitarian, Westport. CT Greenwood, 1971.
- 2000 - Rita Hermon-Belot, L'abbé Grégoire, la politique et la vérité, Paris, Seuil, 2000
  - Jean-Daniel Piquet, « Rita Hermon-Belot, L'abbé Grégoire, la Politique et la Vérité, Paris, Seuil, 2000, préface de Mona Ozouf, 506 p. », Cahiers d'Histoire, revue d'histoire critique, no 87-2e trimestre 2002, p. 141-145.
- 2000 - Yves Benot & Marcel Dorigny (dir) Grégoire et la cause des Noirs (1789-1831), combats et projets, Société française d'Histoire d'Outre-mer :
  - Rita Hermo-Belot, "Grégoire et l'universalité des principes : les fondements chrétiens de son combat abolitionniste", p. 25-36.
  - Marcel Dorigny, "Grégoire et le combat contre l'esclavage pendant la Révolution, Précis historique" p. 51-68.
  - Allyssa Goldstein Sepinwall, "Grégoire et Haiti : un héritage compliqué", p. 107-129.
  - Bernard Plongeron, « Apologie de Barthelemi de Las Casas, Évêque de Chiapas, par le citoyen Grégoire », p. 37-50.
- Jean-Daniel Piquet,
  - 2002, « Controverses sur l'Apologie de Las Casas, lue par l'abbé Grégoire », Revue D'Histoire et de Philosophie Religieuses, tome 82, no 3, juillet - septembre 2002, p. 283-306.
  - 2002, « L'abbé Grégoire ou l'universalisme jacobin d'une déclaration des droits et des devoirs des hommes de toutes les couleurs », Annales de l'Est, 6e série, 52e année, 2002-no 1, p. 269-291.
  - 2011, « Un discours inédit de l’abbé Grégoire sur le décret du 15 mai 1791 : Discours de M. Grégoire sur la révocation du décret relatif aux gens de couleur », Annales Historiques de la Révolution française, no 363, janvier-mars 2011. p. 175-183.
- Alyssa Goldstein Sepinwall,
  - 2005  The Abbe Gregoire and the French Revolution ; The making of Modern Universalism, University of California Press, 2005, 341 p.
  - 2008 (trad.), L'abbé Grégoire et la Révolution française ; les origines de l'universalisme moderne, préface de Marcel Dorigny, Becherel, Éditions des Perseoïdes, 2008, 349 p.